# Werbungskostenpauschbetrag
Ein Werbungskostenpauschbetrag ist ein Betrag, der bei der Ermittlung der Einkünfte pauschal von den Einnahmen abgezogen wird, wenn nicht höhere Werbungskosten nachgewiesen werden (vgl. Pauschbetrag).

## Deutschland
|                        | Pauschbetrag (Jahresbetrag) | Pauschbetrag (Jahresbetrag) | Pauschbetrag (Jahresbetrag) | Pauschbetrag (Jahresbetrag) |
| Veranlagungs- Zeitraum | 1.                          | 2.                          | 3.                          | 4.                          |
| ---------------------- | --------------------------- | --------------------------- | --------------------------- | --------------------------- |
| 1958–1974              | 0564 DM (2025: 1.606 €)     | 0564 DM (2025: 1.606 €)     | 200 DM (2025: 570 €)        | 0150 DM (2025: 427 €)       |
| 1975–1989              | 0564 DM (2025: 1.606 €)     | 0564 DM (2025: 1.606 €)     | 200 DM (2025: 570 €)        | 0100 DM (2025: 160 €)       |
| 1990–2001              | 2000 DM (2025: 2.039 €)     | 2000 DM (2025: 2.039 €)     | 200 DM (2025: 570 €)        | 0100 DM (2025: 160 €)       |
| 2002–2003              | 1044 € (2025: 1.594 €)      | 1044 € (2025: 1.594 €)      | 102 € (2025: 156 €)         | 0051 EUR (2025: 78 €)       |
| 2004–2008              | 920 € (2025: 1.366 €)       | 102 € (2025: 151 €)         | 102 € (2025: 156 €)         | 0051 EUR (2025: 78 €)       |
| 2009–2010              | 920 € (2025: 1.366 €)       | 102 € (2025: 151 €)         | 102 € (2025: 156 €)         | 0801 € (2025: 1.096 €)      |
| 2011–2021              | 1000 € (2025: 1.325 €)      | 102 € (2025: 151 €)         | 102 € (2025: 156 €)         | 0801 € (2025: 1.096 €)      |
| 2022                   | 1200 € (2025: 1.299 €)      | 102 € (2025: 151 €)         | 102 € (2025: 156 €)         | 0801 € (2025: 1.096 €)      |
| seit 2023              | 1230 € (2025: 1.257 €)      | 102 € (2025: 151 €)         | 102 € (2025: 156 €)         | 1000 € (2025: 1.082 €)      |

Im deutschen Einkommensteuerrecht gelten folgende Werbungskosten-Pauschbeträge:
1. 1230 Euro bei den Einnahmen aus nichtselbständiger Arbeit (Arbeitnehmerpauschbetrag; § 9a Satz 1 Nr. 1 Buchstabe a EStG),
2. 102 Euro bei den Einnahmen aus Versorgungsbezügen (§ 9a Satz 1 Nr. 1 Buchstabe b EStG),
3. 102 Euro bei den Einnahmen aus bestimmten anderen Bezügen (§ 22, § 9a Satz 1 Nr. 3 EStG).
4. 1000 Euro bei den Einnahmen aus Kapitalerträgen (Sparer-Pauschbetrag; § 20 Abs. 9 EStG).

Der Ansatz des Pauschbetrags darf jeweils nicht zu negativen Einkünften führen, er wird also höchstens bis zur Höhe der Einnahmen angesetzt (§ 9a Satz 2 EStG, § 20 Abs. 9 Satz 4 EStG).
Der Pauschbetrag dient der Vereinfachung; der Steuerzahler muss keine Belege sammeln und vorweisen, es sei denn, er macht höhere Werbungskosten geltend (ausgeschlossen beim Sparer-Pauschbetrag).
Neben diesen gesetzlichen Pauschalen hat die Finanzverwaltung in den Lohnsteuerrichtlinien bis zum Jahr 2000 Pauschbeträge für bestimmte Berufsgruppen zugelassen. Diese sind ersatzlos gestrichen worden, da gegen sie rechtsstaatliche Bedenken bestanden. Es handelte sich um Werbungskosten-Pauschbeträge für Artisten, darstellende Künstler, für Journalisten bei Zeitungen, Zeitschriften, Nachrichten- oder Korrespondenzbüros, Rundfunkanstalten sowie Schlussredakteure (Abschn. 47 Abs. 1 Nr. 3 LStR 1999).

## Österreich
Im österreichischen Einkommensteuerrecht wird bei nichtselbständigen Einkünften für Werbungskosten ein Pauschbetrag von 132 Euro jährlich abgezogen (§ 16 Abs. 3 EStG (AT)). Daneben sind noch andere, nachgewiesene Kosten zum Abzug zugelassen.